# Shunsuke Tsutsumi
Shunsuke Tsutsumi (Tsutsumi Shunsuke (堤 俊輔?); Saitama, 8 giugno 1987) è un ex calciatore giapponese, di ruolo difensore.

## Palmarès

### Club

#### Competizioni nazionali
- Campionato giapponese: 1

Urawa Reds: 2006
- Supercoppa giapponese: 1

Urawa Reds: 2006
- Coppa del Giappone: 1

Urawa Reds: 2006

#### Competizioni internazionali
- CAF Champions League: 1

Urawa Reds: 2007